# Торренс, Элис Пол
Элис Пол Торренс (англ. Ellis Paul Torrance; 8 октября 1915 — 12 июля 2003) — американский психолог.

## Биография
После окончания Университета Мерсера он получил степень магистра в Миннесотском университете, а затем докторскую степень в Мичиганском университете. Его преподавательская карьера, продолжавшаяся с 1957 по 1984 годы, началась в Миннесотском университете, а затем продолжилась в Университете Джорджии, где он стал профессором педагогической психологии в 1966 году.
В 1984 году Университет Джорджии учредил центр развития творчества и таланта имени Торренса.

## Тесты оценки творческого мышления Торренса (ТОТМТ)
Торренс прославился своими исследованиями природы творчества. В 1966 году он развил метод сопоставления для определения степени творческой активности при помощи разработанных им тестов оценки творческого мышления.
Построенные на трудах Джо Пола Гилфорда, они включали простые тесты на выявление уровня развитости дивергентного мышления и других навыков решения проблемных задач, результаты которых оценивались по четырём параметрам:
- Беглость. Общее количество поддающихся интерпретации, значимых, соответствующих решаемой задаче идей, сгенерированных в ответ на раздражитель.
- Гибкость. Количество различных категорий соответствующих ответов.
- Оригинальность. Статистическая редкость ответов.
- Тщательность. Количество деталей в ответах.

В третьем издании ТОТМТ 1984 года был исключён параметр гибкости.

## Гипотеза порогового значения
В психологической литературе велись активные споры на тему, являются ли интеллектуальность и творчество частями одного и того же процесса (смежные гипотезы) или представляют различные умственные процессы (непересекающиеся гипотезы).
Данные, полученные в ходе попыток увидеть связь между интеллектом и творчеством начиная с 1950-х годов, предпринимаемых такими авторами, как Бэрон Гилфорд или Уолак и Коган, постоянно демонстрировали, что связь между этими двумя понятиями достаточно мала, чтобы позволить рассматривать их как абсолютно различные понятия. Некоторые исследователи верили, что творчество является следствием того же когнитивного процесса, что и интеллектуальность, и определяется как творчество только исходя из его последствий, то есть когда вследствие когнитивного процесса происходит рождение чего-то нового. Такой подход Перкинс условно назвал гипотезой «ничего особенного».

 
Очень популярная модель, впоследствии получившая известность под названием «Гипотеза порогового значения», 

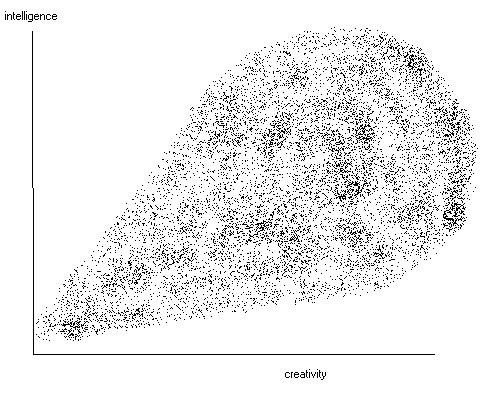
Гипотеза порогового значения

 предложенная Элисом Полом Торренсом, утверждает, что в общей выборке будет наблюдаться положительная связь между креативностью и интеллектуальностью на низком уровне их развития, но связь не будет обнаруживаться на более высоких уровнях. Развитие гипотезы «порогового значения», однако, вызвало неоднозначную реакцию — от восторженной поддержки до опровержения и отрицания.
В 1974 году Торренс создал упорядоченную систему оценки. В рамках концептуальной основы творчества он выделил пять измеряемых норм и 13 измеряемых критериев. Пять измеряемых норм включают в себя: беглость, оригинальность, абстрактность наименований, проработанность и устойчивость к преждевременному завершению. Измеряемые критерии включают: эмоциональное выражение, четкость формулировок при рассказе истории, движения или действия, выразительность названий, сопоставление неполных данных, сопоставление линий, кругов, неординарная визуализация, расширение или разрушение границ, юмор, богатство воображения, красочность воображения и фантазия.
Согласно мнению Арастех и Арастех (Arasteh and Arasteh), 1976 г., наиболее систематическое определение творческих способностей детей начального школьного возраста было разработано Торренсом и его коллегами (1960a,1960b, 1960c, 1961,1962,1962a,1963a,1964), которые разработали Миннесотские Тесты оценки Творческого Мышления (Minnesota Tests of Creative Thinking (MTCT)) и провели их среди нескольких тысяч школьников. И хотя они использовали многие понятия Гилфорда в конструкции самих тестов, группа Миннесоты, в отличие от Гилфорда, разработала задачи, которые могут быть оценены по нескольким параметрам, включая как вербальные, так и невербальные аспекты и опираясь на чувства, отличные от зрения.
Торренс (1962) сгруппировал различные задачи Миннесотских Тестов оценки Творческого Мышления в три категории:
1. Вербальные задачи, использующие вербальные раздражители (стимулы);
2. Вербальные задачи с использованием невербальных раздражителей (стимулов);
3. Невербальные задачи.

Краткое описание задач, используемых Торренсом, приводится ниже:

### Необычное применение
Задачи на необычное применение с использованием вербальных стимулов — это видоизменённый тест Гилфорда на применение кирпича. После предварительных попыток Торренс (1962) решает заменить кирпич консервными банками и книгами, посчитав, что детям будет проще оперировать с банками и книжками, так как и те и другие более доступны детям, чем кирпичи.
Задача «невозможностей»
Изначально применялась Гилфордом и его сотрудниками (1951) в качестве измерения беглости, включающего совокупность ограничений и большой потенциал. В процессе развития личности и психического здоровья Торренс экспериментировал с количеством изменений в базовой задаче, делая ограничения более специфическими. В этой задаче тестируемых субъектов просят перечислить настолько много невозможностей, насколько они могут.
Задача последствий
Задача последствий также ранее применялась Гилфордом и его сотрудниками (1951). Торренс адаптировал её, произведя несколько изменений. Он выбрал три невероятные ситуации и от детей требовалось перечислить их последствия.
Задача «просто предположим»
Это адаптированная версия теста «на последствия», нацеленная на выявление более высокой степени спонтанности, и призванная быть более эффективной применительно к детям. Как и в задаче на последствия, тестируемый сталкивается с невероятной ситуаций и должен предсказать возможные последствия, вызванные появлением новой или неизвестной переменной.
Задача ситуаций
Эта задача была смоделирована по образцу теста Гилфорда (1951), созданного для оценки способности увидеть, что должно быть сделано. Перед тестируемыми субъектами ставится три общих проблемы, с тем, чтобы они предложили столько возможных решений проблем, сколько они смогут. Например: представим, что все школы отменили бы, что бы вы сделали, чтобы попытаться стать образованными?
Задача общих проблем
Эта задача — адаптация теста Гилфорда (1951), созданного для определения способности увидеть недостатки, потребности и дефициты, а также определяющий такой фактор, называемый «чувствительностью к проблемам». Субъектам тестирования даётся инструкция о том, что им будет предложены общие ситуации, в которых нужно увидеть как можно больше возможных проблем, проистекающих из этих ситуаций. Например: если делать домашние задания по пути в школу по утрам.
Задача усовершенствования
Этот тест представляет собой адаптированный аппаратный тест Гилфорда (1952), созданного для оценки способности видеть недостатки и всех аспектов чувствительности к проблемам. Для решения этой задачи тестируемым предлагается список общих объектов с целью предложить как можно больше путей усовершенствования для каждого из них. При этом просят не беспокоится о том, насколько эти усовершенствования применимы к реальности.
«Проблема Мамы — Хаббард»
Эта задача была задумана как адаптация задачи ситуаций для устного применения в начальных классах, но также применима для более старших групп. Этот тест активизирует целый ряд идей, касающихся факторов, тормозящих развитие мышления.
Задача вымышленных историй
Для выполнения этой задачи ребёнка просят написать самую интересную и захватывающую историю, какую он только может себе вообразить. Заглавия историй предлагаются готовые, например: «Собака, которая не лаяла», либо ребёнок может использовать собственные идеи.
Проблемы прыгающей коровы
Проблема прыгающей коровы — задача-компаньон с проблемой Мамы-Хаббард, и предлагалась для решения в тех же группах при тех же условиях, и оцениваются по тому же принципу. Задача подумать обо всех возможных последствиях, которые могли бы произойти, если бы корова допрыгнула до луны.

### Вербальные задачи, использующие невербальные стимулы
Задача «Спроси и догадайся»
В этой задаче индивидууму нужно задать вопрос о картине — вопрос, на которой нельзя ответить, только посмотрев на эту картину. Затем его просят догадаться или сформулировать гипотезу о возможных причинах изображённого события. И затем о его последствиях — как немедленных, так и отдалённых.
Задача улучшения продукта
В этой задаче используются привычные игрушки. Ребёнка просят предложить улучшения для каждой из игрушек с тем, чтобы с ними было интереснее (забавнее) играть. Затем тестируемого просят подумать о других необычных способах применения этих игрушек кроме того, что с ними можно играть.
Задача необычного применения
В этой задаче, одновременно с задачей улучшения продукта используется ещё одна (необычное применение). Ребёнка просят подумать о самом умном, наиболее интересном и необычном применении предложенной игрушки, кроме того, чтобы с ней играть. Это применение должно быть предложено для игрушки, как она есть, или каким-то образом видоизменённой.

### Невербальные задачи
Задача неполных фигур
Это адаптированный тест на «дополнение рисунка», который был разработан Кейт Франк (Kate Franck), и применялся Бароном (Barron) в1958. Лист обычной белой бумаги размером 54 квадратных дюйма делится на шесть квадратов, в каждом из которых изображена какая-то фигура-стимул. Субъекта просят наметить какие-то новые рисунки или изображения путём добавления такого количества линий, какое потребуется к имеющимся шести фигурам.
Задача сконструировать изображение или форму
В этой задаче ребёнку даётся форма треугольника или желе и листок белой бумаги. Ребёнка просят придумать изображение, картинку, в которой данная форма стала бы неотъемлемой частью. Он должен поместить её в любом выбранном им месте белого листа и с помощью карандаша дорисовать так, чтобы получилась новая картинка. Затем картинку нужно назвать и подписать в нижней части листа.
Задача «Круги и квадраты»
Изначально была задумана, как задача на выявление гибкости и беглости мышления, а затем переработана таким образом, чтобы выделить оригинальность и проработанность (детальность). В этом тесте используются два напечатанных шаблона. На одной тестируемый видит изображение сорока двух кругов, ему предлагается сделать набросок объектов или картин, в которых круги составляли бы основу изображения. Во втором шаблоне вместо кругов используются квадраты.
Задача творческого проекта
Разработанная Хенриксоном, она выглядит многообещающе, но система оценки ещё далека от совершенства. Для тестирования используются круги и полоски различных размеров и цветов, буклет из четырёх страниц, ножницы и клей. Задача тестируемого сконструировать изображение, «проект», используя все цветные круги и полоски. Время ограничивается тридцатью минутами. Можно использовать одну, две, три или все четыре страницы. После использования данных кругов и полосок можно доработать изображение с помощью цветного или чёрно-белого карандаша.

## Биография
Torrance, E.P. Torrance Tests of Creative Thinking (неопр.). — Scholastic Testing Service, Inc., 1974.